# Cornelis van Heesen
Cornelis van Heesen (Den Bosch, 14 oktober 1889 – Dordrecht, 5 november 1975) was een Nederlands politicus van de ARP.
Hij werd geboren als zoon van Ariën van Heesen (1860-1941; rijksveldwachter) en Maria Elisabeth Greup (1866-1955). Na de ulo ging hij in Tiel naar de normaalschool. In plaats van het onderwijs koos hij echter voor een ambtelijke loopbaan. Hij ging in 1909 werken bij de gemeentesecretarie van Zaltbommel, was vanaf 1910 werkzaam bij de gemeente Tiel en twee jaar later maakte hij de overstap naar de gemeente Hilversum waar hij het bracht tot afdelingschef en adjunct-commies. Van Heesen werd in 1917 de gemeentesecretaris van Ambt Vollenhove en van 1920 tot 1930 was hij de gemeentesecretaris van Boskoop. In dat laatste jaar werd Van Heesen benoemd tot burgemeester van 's-Gravendeel. Hij ging in 1954 met pensioen waarna hij verhuisde naar Dordrecht. Daar is hij in 1975 op 86-jarige leeftijd overleden.